# Cyprys wiecznie zielony
Cyprys wiecznie zielony (Cupressus sempervirens L.) – gatunek iglastego drzewa z rodziny cyprysowatych (Cupressaceae). Pochodzi ze wschodniej części basenu Morza Śródziemnego (Libia, Cypr, Iran, Izrael, Jordania, Liban, Syria, Turcja), ale obecnie jest uprawiany w wielu krajach świata.
W pliocenie rósł m.in. na terenie współczesnej Bułgarii i w Polsce.

## Morfologia

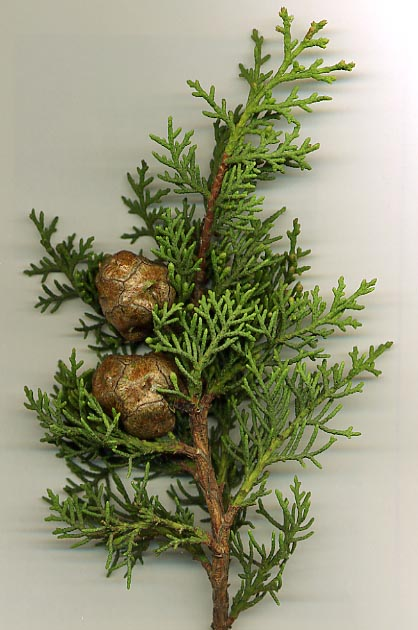
Gałązka z szyszkami

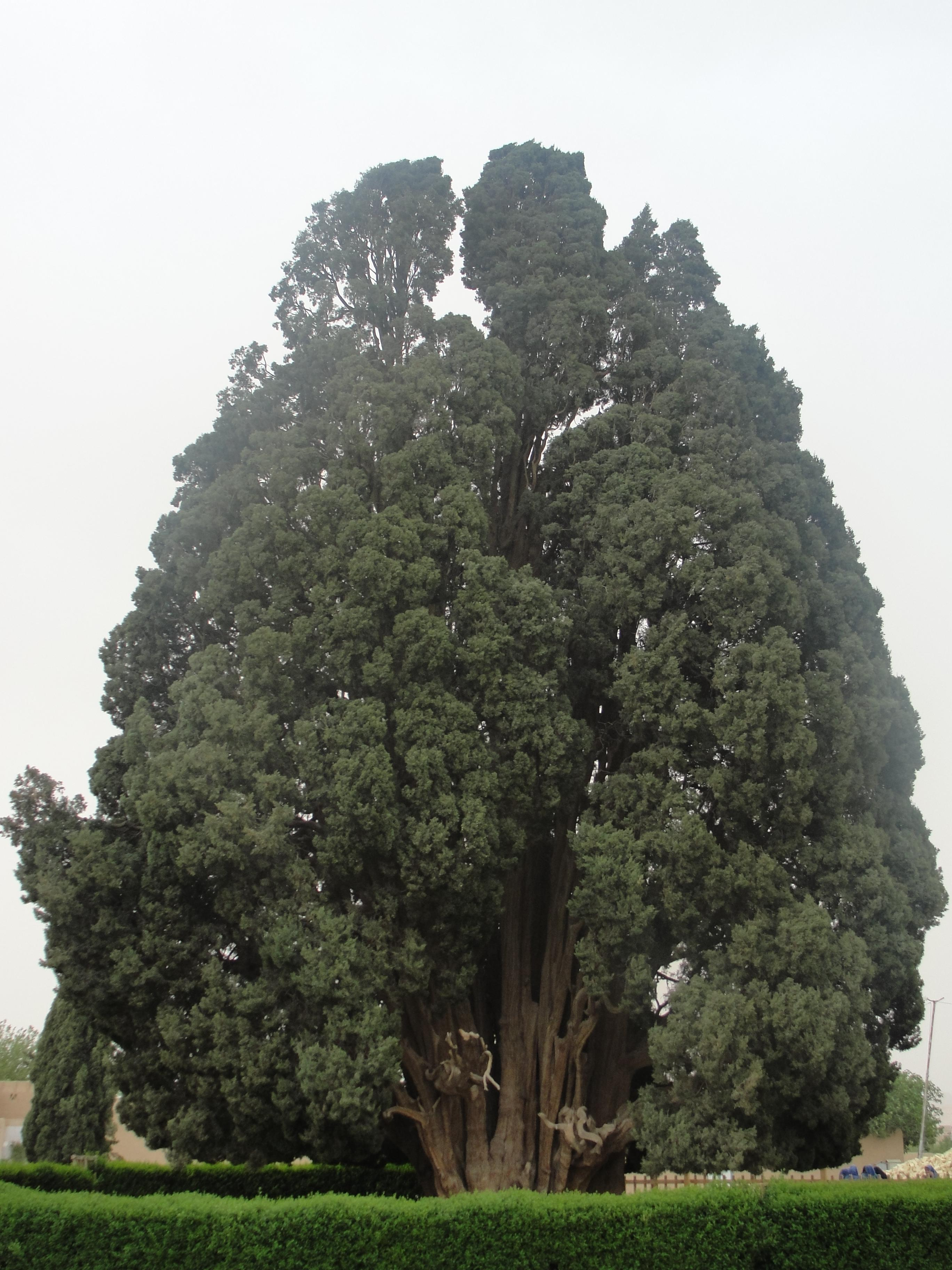
Liczący 4000 lat cyprys z Abarkuh w Iranie

PokrójOsiąga 30 m wysokości, ma pokrój kolumnowy do szerokostożkowatego, gęstą koronę, gałęzie rosną ukośnie do góry.
PieńProsty i smukły. Kora popielatoszara do szarobrązowej, oddziela się w formie regularnych włókien. U starszych drzew bruzdkowana.
LiścieŚciśle przylegające, zaokrąglone, łuskowate (1 mm długości), ciemnozielone, bez białych plamek. Subtelny słodki, żywiczny zapach.
KwiatyMęskie-jajowate, żółte, do 8 mm długości, rosną na końcach pędów. Żeńskie – mniejsze, eliptyczne, zielone do purpurowych, rosnące z boku gałęzi.
OwoceOwalne szyszki do 4 cm długości i do 2,5 cm szerokości. Niedojrzałe szyszki są zielone, a dojrzałe brązowe. Zbudowane z 8-14 tarczowatych łusek, na każdej łusce guzowaty wyrostek. Korona obsypana szyszkami przez cały rok.

## Ekologia
Rośnie w łagodnym klimacie z ciepłymi, suchymi latami. Jest pospolitą rośliną w klimacie śródziemnomorskim.

## Zastosowanie
- Drewno cyprysa wiecznie zielonego jest twarde i mocne, używa się go w meblarstwie. Z drewna cyprysowego wykonano drzwi bazyliki św. Piotra na Watykanie[7].
- Jako drzewo ozdobne jest sadzony w parkach i ogrodach. Do odmian uprawnych należą m.in.[7]:
- 'Stricta' – grupa odmian o gęstej, kolumnowej koronie.
- 'Swane's Golden' – powoli rosnąca, o żółto-zielonych liściach.
- 'Green Pencil' – wyjątkowo zwarta i wąska korona. Odmiana wyhodowana z formy 'Stricta'.

## Udział w kulturze
Wszyscy badacze roślin biblijnych są zgodni, że gatunek ten wymieniony jest w Biblii i to kilkadziesiąt razy, ale czasami pod biblijnym określeniem cyprys kryją się również inne gatunki drzew (jodła syryjska i jałowiec pospolity). Cyprys jest uważany za symbol żałoby, co odzwierciedla cytat z Księgi Zachariasza (11,2): „Rozpaczaj cyprysie, że cedr upadł, że to, co najpiękniejsze, uległo zagładzie”. Z tego też powodu jest sadzony na cmentarzach w Europie i świecie muzułmańskim. Uważany jest cyprys także za symbol Matki Bożej oraz symbol nieśmiertelności.